# 井上高志 (実業家)
井上 高志（いのうえ たかし、1968年11月23日 - ）は、日本の実業家。株式会社LIFULL創業者・代表取締役社長、一般社団法人新経済連盟理事。

## 人物・来歴
神奈川県横浜市磯子区洋光台生まれ。横浜市立金沢高等学校を経て、1991年青山学院大学経済学部卒業、リクルートコスモス入社。同年バブル崩壊に伴い、リクルートに出向。1992年リクルートに転籍。
リクルートでは営業成績で全国トップとなり、個人事業主として不動産テック事業で独立し、1995年にネクストホームを創業。1997年ネクスト（のちのLIFULL）を設立し、代表取締役に就任。2010年には東京証券取引所一部上場を果たした。
2014年Next Wisdom Foundation代表理事、Trovit Search, S.L.U. Chairperson。2016年新経済連盟理事。2018年LIFULL代表取締役社長執行役員。2019年PEACE DAY代表理事、Mitula Group Limited Board member、LIFULL CONNECT, S.L.U. Board member。

## テレビ番組
- 日経スペシャル カンブリア宮殿 日本最大級"住宅サイト" 古い業界を一変させる戦い（2023年6月15日、テレビ東京）- ライフル社長として出演[8]。

## 著作

### 著書
- 『「普通の人」が上場企業をつくる40のヒント 人生のスイッチをONにしよう』（2006年11月16日、ダイヤモンド社）ISBN 9784478321232
- 『CHANGE THE WORLD Message from Takashi Inoue』（2019年10月10日、A-Works）ISBN 9784902256871
- 『Next wisdom constellations 2014-2018 叡智探究の軌跡』（著者全65名の一人）（2020年11月1日、Next Wisdom Publication）ISBN 9784991092503

### DVD
- 『《人×情熱×仕組化》価値創造の成長戦略 人間味溢れる、異色のネットベンチャー』日本経営合理化協会 2008年